# Надкритична рідина

Надкритична рідина на діаграмі фазового стану.

Надкрити́чна рідина́ (англ. supercritical fluid) — стан рідких речовин чи сумішей при температурі та тиску, вищих від їх критичних значень. Такі рідини заповнюють об'єм, подібно до газів, але розчиняють речовини, подібно до рідин, що робить їх дуже придатними для використання як розчинників. Їхня густина та інші властивості є проміжними між газами й рідинами.